# Yvonne Rainer
Yvonne Rainer (24 de novembre de 1934) és una ballarina, coreògrafa, i cineasta estatunidenca de tipus experimental. La seva feina és de vegades classificada com a art minimalista. Viu i treballa entre Califòrnia i Nova York.
El seu treball ha estat fonamental a través de múltiples disciplines i moviments: la dansa, el cinema, el feminisme, el minimalisme, l'art conceptual i el postmodernisme. Rainer es va donar a conèixer com una figura destacada en el moviment Judson Dance Theater, una col·lecció de ballarins i artistes de qui les seves actuacions van creuar amb fluïdesa els camps de la dansa i les arts visuals. El 1975, va començar a centrar-se principalment en la realització de pel·lícules de mitjana i llarga durada, en les quals reinverteix els codis narratius. Les seves pel·lícules després van prendre un gir clarament feminista, explorant temes com el terrorisme (Journeys from Berlin / 1971, 1980), la menopausa (Privilege, 1990) i la malaltia (MURDER and murder, 1996). Entre 2000 i 2006, Rainer va tornar a la coreografia i ha seguit produint provocatives i sorprenents obres fins a l'actualitat.